# Loyre (affluent de la Corrèze)
Pour les articles homonymes, voir Loyre.
La Loyre, ou Loire, est une rivière française du département de la Corrèze, affluent rive gauche de la Corrèze et sous-affluent de la Dordogne par la Vézère.
Il ne faut pas la confondre avec son homonyme, affluent de la Vézère et situé dans le même département.

## Géographie
La Loyre prend sa source à plus de 450 mètres d'altitude, sur la commune de Noailhac, en bordure de la route départementale 150, entre les lieux-dits Favard et Stolan.
Elle passe un kilomètre à l'ouest du village de La Chapelle-aux-Brocs, reçoit sur sa droite le ruisseau du Colombier puis se jette dans la Corrèze en rive gauche, à plus de 110 mètres d'altitude, sur la commune de Malemort-sur-Corrèze.
La Loyre est longue de 14,1 km.

### Affluents
Parmi les treize affluents de la Loyre répertoriés par le Sandre, le plus long est le ruisseau du Colombier, avec 5,8 km en rive droite.

### Département et communes traversés
À l'intérieur du département de la Corrèze, la Loyre arrose sept communes, :
- Noailhac (source)
- Lanteuil
- Turenne
- Cosnac
- La Chapelle-aux-Brocs
- Dampniat
- Malemort-sur-Corrèze (confluence avec la Corrèze)